# Marumalarchi Dravida Munnetra Kazhhagam
Marumalarchi Dravida Munnetra Kazhhagam (MDMK; tàmil: மறுமலர்ச்சித் திராவிட முன்னேற்றக் கழகம்) és un partit polític nacionalista tàmil de l'Índia que actua a l'estat de Tamil Nadu. Fou fundat el 1994 per Vaiko.2022 mdmk es va fusionar amb DMK.

## Història electoral

### Tamil Nadu
| Any  | Eleccions     | Vots      | Escons |
| ---- | ------------- | --------- | ------ |
| 1996 | 11a Assemblea | 1,569,168 | 0      |
| 1996 | 11è Lok Sabha | 1,222,415 | 0      |
| 1998 | 12è Lok Sabha | 1,602,504 | 3      |
| 1999 | 13è Lok Sabha | 1,620,527 | 4      |
| 2001 | 12a Assemblea | 1,304,469 | 0      |
| 2004 | 14è Lok Sabha | 1,679,870 | 4      |
| 2006 | 13a Assemblea |           | 6      |

### Pondicherry
| Any  | Eleccions     | Vots   | Escons |
| ---- | ------------- | ------ | ------ |
| 1996 | 9a Assemblea  | 14,657 | 0      |
| 1996 | 11è Lok Sabha | 13,397 | 0      |
| 2001 | 10a Assemblea | 4,910  | 0      |
| 2006 | 11a Assemblea |        | 1      |